# 페르시아인들
《페르시아인들》(고대 그리스어: Πέρσαι, Persai)은 고대 그리스의 비극 시인인 아이스킬로스가 쓴 고대 아테네 비극 중 하나이다. 기원전 472년에 처음 만들어졌으며 연극사에서 가장 오래된 연극이다. 이 작품은 그리스-페르시아 전쟁 중의 결정적 사건이었던, 살라미스 해전(기원전 480년)에서 자신들이 군사적으로 패배했다는 소식을 접하는 페르시아인들을 극화한 것으로 그 자체로 이 연극은 동시대의 사건을 토대로 만들어진 현존하는 유일한 그리스 비극으로 유명하다.

## 배경
헤로도토스의 ≪역사≫에 따르면 페르시아는 총 세 차례 원정길에 올랐다. 다리우스 1세는 1차 원정에서 트라키아를 세력권에 편입시키지만 2차 원정에서 아테네 공략에 실패했다. 3차 원정은 그의 아들 크세르크세스가 이끌었다. 아이스킬로스는 페르시아의 3차 원정이라는 역사적 사실을 소재로 이 비극을 썼다.
크세르크세스는 동원할 수 있는 모든 병력을 모아 전열을 재정비하고 아테네 공략에 나섰다. 아테네는 그리스동맹군을 결성해 페르시아의 공격에 대비했다. 페르시아군은 헬레스폰토스 해협에 선교를 걸고 수륙 양면으로 그리스를 공격했다. 지상전에서 승리한 페르시아군은 여세를 몰아 아테네 장군이 지휘하는 함선을 쫓았다. 하지만 이 살라미스 해전에서 페르시아군은 전멸하다시피한다. 군을 지휘했던 제국의 왕 크세르크세스는 수치를 안고 조국으로 귀환한다. 살라미스 해전에서 승리한 아테네는 이후 그리스에서 패권을 장악해 민주주의의 꽃을 피웠다.
아이스킬로스는 전작에서 그랬듯 이 작품에서도 오만한 인간의 비극적인 몰락을 보여 준다. 신화가 아닌 역사적 사실에서 필멸의 인간은 신앞에서 겸손해야 한다는 교훈을 끌어내고 있다.

## 등장 인물
- 코러스 - 페르시아의 원로들로 구성
- 아톳사
- 사자 - 전령
- 다리우스의 혼백
- 크세르크세스

## 참고 문헌
- 아이스킬로스, 천병희 역, 『아이스퀄로스 비극 전집』195~242쪽, 도서출판 숲, 2008.